# Grupa PKP

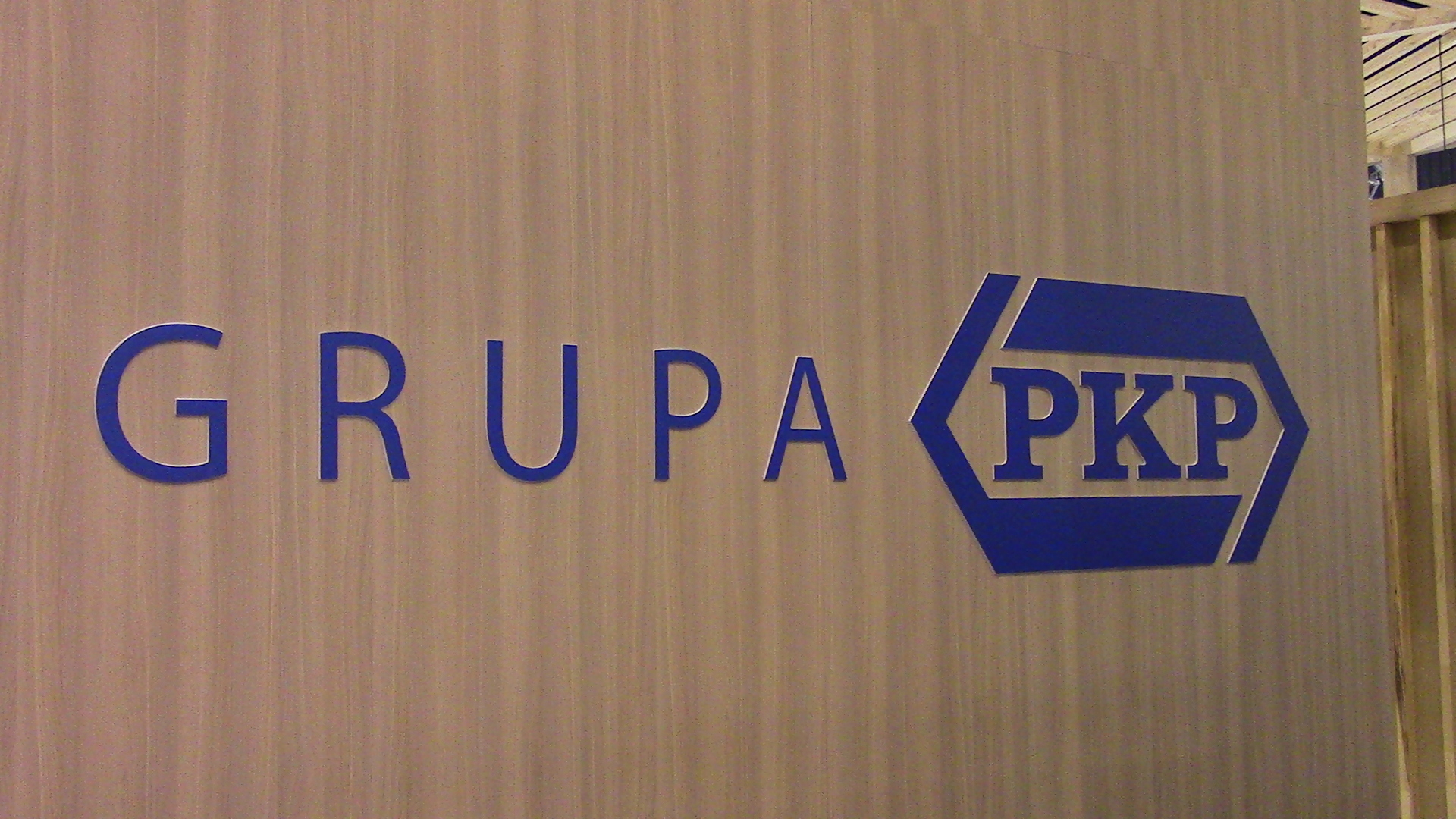
Grupa PKP Trako 2017

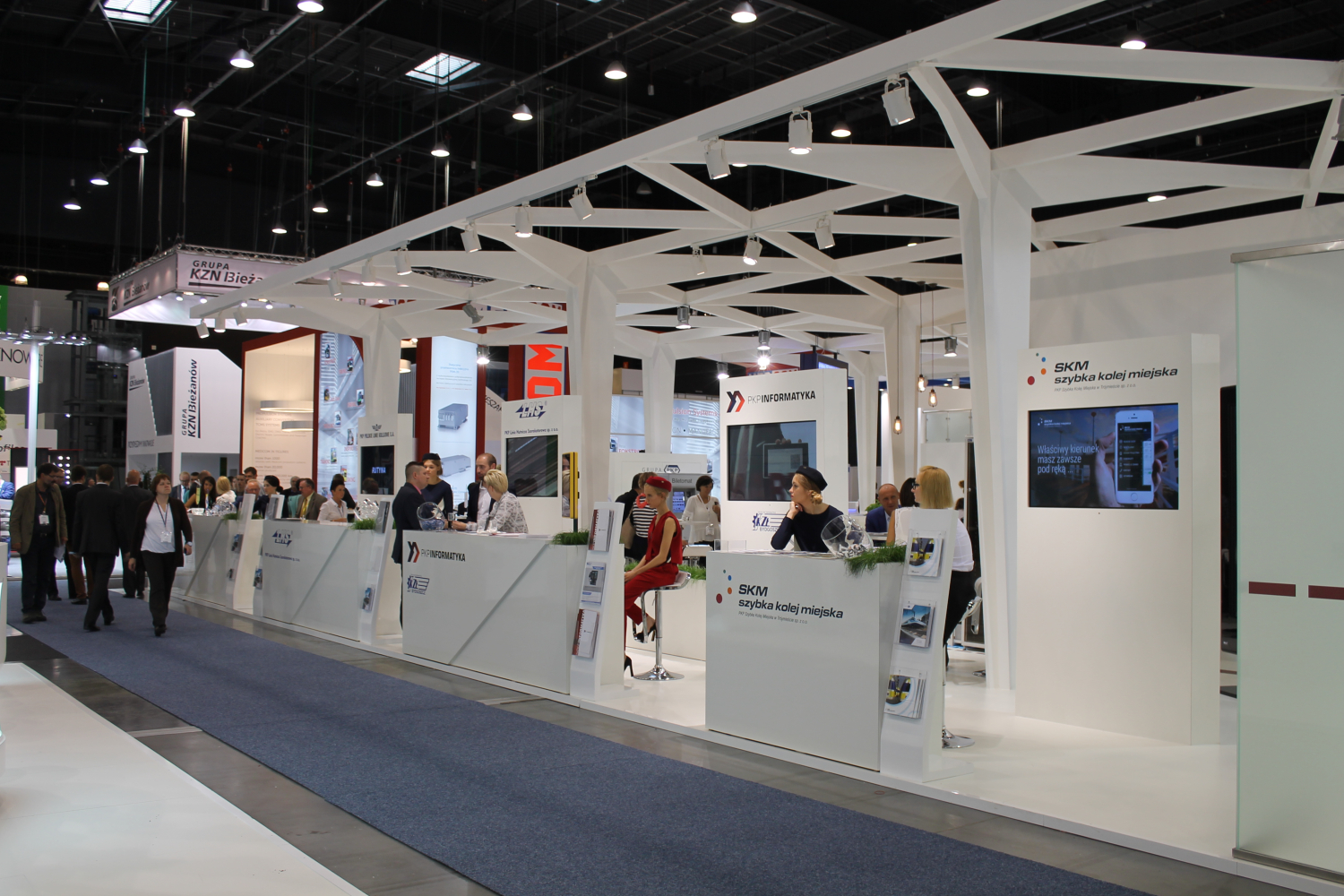
Stoisko Grupy PKP na targach Trako 2015

Grupa PKP – grupa kapitałowa powstała w 2001 na podstawie ustawy o komercjalizacji, restrukturyzacji i prywatyzacji przedsiębiorstwa państwowego Polskie Koleje Państwowe uchwalonej 8 września 2000 roku (Dz.U. z 2022 r. poz. 2542).
Jednostką dominującą w grupie i posiadającą udziały we wszystkich spółkach holdingu jest spółka Skarbu Państwa PKP S.A. W skład grupy wchodzi spółka PKP S.A. oraz kolejowe spółki przewozowe, spółki zarządzające infrastrukturą kolejową, a także inne podmioty prawa handlowego, świadczące usługi poza rynkiem kolejowym.
Grupa PKP jest jednym z największych polskich pracodawców i czwartą co do wielkości europejską grupą skupiającą spółki kolejowe. Grupa PKP jest reprezentowana we wszystkich międzynarodowych organizacjach kolejowych.
17 sierpnia 2022 roku w siedzibie PKP SA podpisano umowę o utworzeniu holdingu Grupy PKP w skład którego wejdą wszystkie spółki należące do grupy z wyjątkiem spółki PKP Polskie Linie Kolejowe SA.

## Spółki Grupy PKP i z udziałem PKP S.A.
- PKP Polskie Linie Kolejowe S.A., 36,56%
- PKP Cargo S.A., 33,01%
- PKP Intercity S.A., 100,00%
- PKP Informatyka Sp. z o.o., 100,00%
- PKP Linia Hutnicza Szerokotorowa Sp. z o.o., 100,00%
- PKP Szybka Kolej Miejska w Trójmieście Sp. z o.o., 68,72%
- KPT-W Natura TOUR Sp. z o.o., 100,00%
- Drukarnia Kolejowa Kraków Sp. z o.o., 100,00%
- CS Szkolenie i Doradztwo Sp. z o.o., 100,00%
- Kolejowe Towarzystwo Finansowe VIAFER S.A. w likwidacji, 100,00%
- Windykacja Kolejowa Sp. z o.o., 100,00%
- PKP Telkol Sp. z o.o., 100,00%
- Xcity Investment Sp. z o.o., 99,976%
- Zakład Robót Inżynieryjnych Warszawa Sp. z o.o., 100,00%
- SPV Katowice 1 Sp. z o.o., 99,9999%
- N-P SPV 1 Sp. z o.o., 50,00%
- SPV Warszawa Zachodnia Sp. z o.o., 99,965%
- SPV Projekty Warszawskie Sp. z o.o., 99,9997%
- Cakolmar Sp. z o.o. w likwidacji, 40,00%
- Krakowskie Centrum Komunikacyjne Sp. z o.o. w likwidacji, 33,33%
- Carbokol S.A. w upadłości, 42,86%
- Unikol Sp. z o.o., 34,00%
- City West S.A., 19,67%
- Tasko Sp z o.o. w likwidacji, 12,99%
- Polkombi S.A., 8,52%
- Huta Łaziska S.A. w upadłości, 1,91%
- LEN S.A.w likwidacji, 0,745%
- Zakłady Przemysłu Lniarskiego LENWIT Sp. z o.o., 0,455%
- Dezamet S.A., 0,036%
- Invest STAR S.A., 0,015%
- Stocznia Gdynia S.A., 0,003%
- Tłocznia Metali „PRESSTA” S.A. w upadłości, 0,638%
- Huta Ostrowiec S.A. w upadłości, 0,654%
- Zakłady Tworzyw Sztucznych Pronit S.A.w upadłości, 0,289%
- Huta Batory S.A. w upadłości, 0,060%
- Daewoo Motor Polska Sp. z o.o. w upadłości, 0,047%